# 林森公馆
林森公馆，位于中国福建省福州市仓山区对湖街道程埔头七星巷，公馆为砖木结构，平面呈“T”形，中西合璧式三层楼房，林森在榕时居此。2009年11月16日公布为第七批福建省文物保护单位。